# Hamelet
Hamelet és un municipi francès situat al departament del Somme i a la regió dels Alts de França. L'any 2007 tenia 462 habitants.

## Demografia

### Població

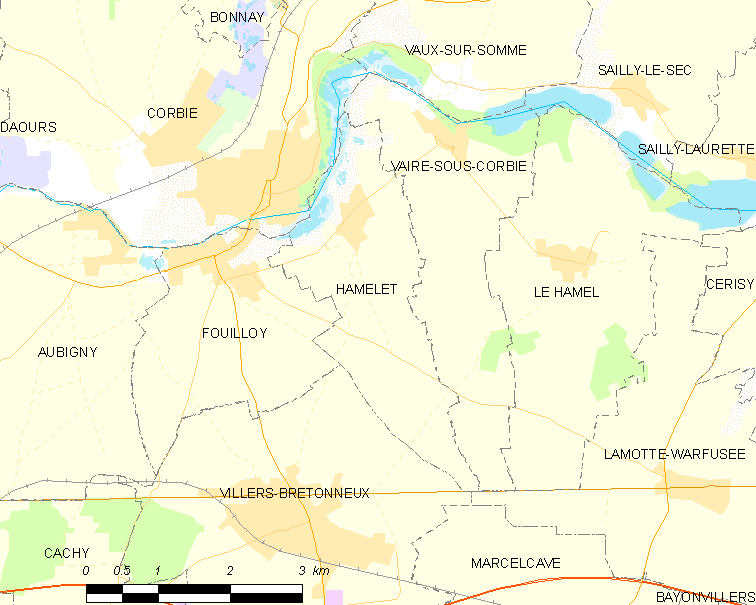
mapa municipi

El 2007 la població de fet de Hamelet era de 462 persones. Hi havia 166 famílies de les quals 24 eren unipersonals (4 homes vivint sols i 20 dones vivint soles), 55 parelles sense fills, 83 parelles amb fills i 4 famílies monoparentals amb fills.
La població ha evolucionat segons el següent gràfic:
Habitants censats

### Habitatges
El 2007 hi havia 185 habitatges, 169 eren l'habitatge principal de la família, 3 eren segones residències i 13 estaven desocupats. Tots els 185 habitatges eren cases. Dels 169 habitatges principals, 152 estaven ocupats pels seus propietaris, 15 estaven llogats i ocupats pels llogaters i 2 estaven cedits a títol gratuït; 1 tenia una cambra, 6 en tenien dues, 17 en tenien tres, 41 en tenien quatre i 104 en tenien cinc o més. 129 habitatges disposaven pel capbaix d'una plaça de pàrquing. A 61 habitatges hi havia un automòbil i a 102 n'hi havia dos o més.

### Piràmide de població

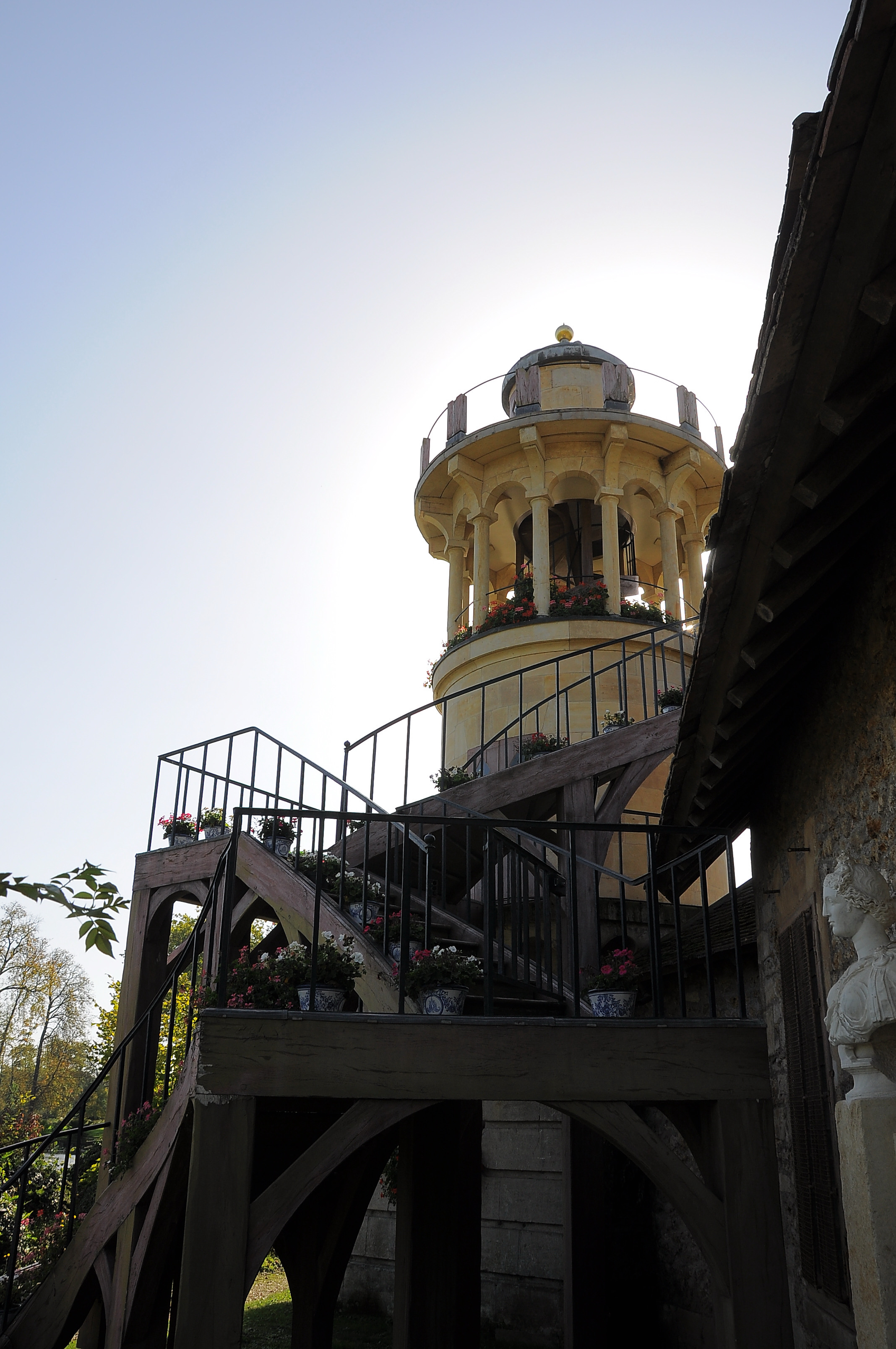
torre marlborough

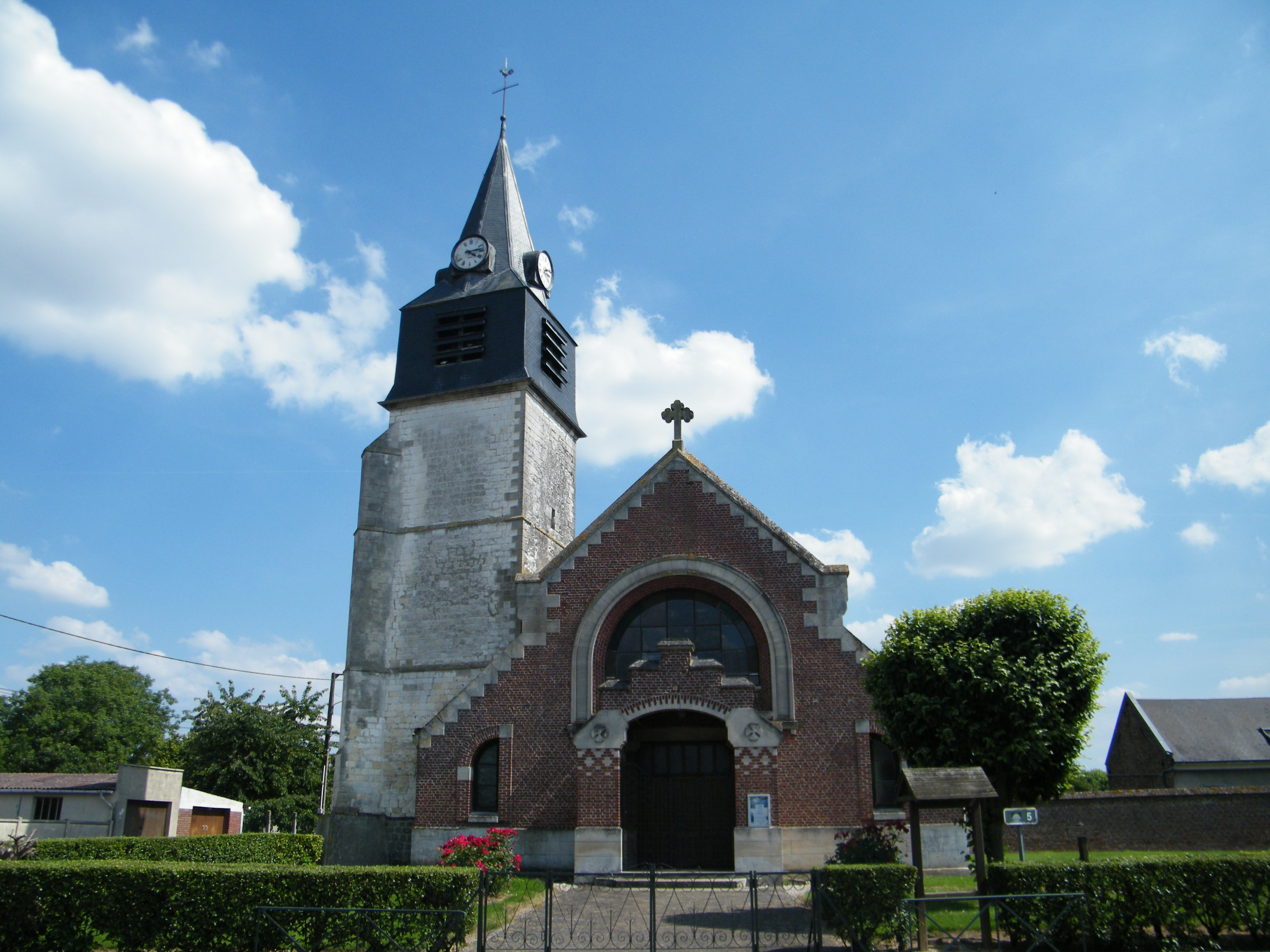

La piràmide de població per edats i sexe el 2009 era:
| Homes | Edats   | Dones |
| ----- | ------- | ----- |
| 0     | 95 o +  | 0     |
| 4     | 90 a 94 | 0     |
| 0     | 85 a 89 | 4     |
| 4     | 80 a 84 | 4     |
| 12    | 75 a 79 | 8     |
| 8     | 70 a 74 | 4     |
| 8     | 65 a 69 | 12    |
| 4     | 60 a 64 | 12    |
| 0     | 55 a 59 | 8     |
| 16    | 50 a 54 | 12    |
| 24    | 45 a 49 | 12    |
| 12    | 40 a 44 | 16    |
| 16    | 35 a 39 | 12    |
| 16    | 30 a 34 | 28    |
| 4     | 25 a 29 | 8     |
| 12    | 20 a 24 | 12    |
| 8     | 15 a 19 | 12    |
| 12    | 10 a 14 | 12    |
| 12    | 5 a 9   | 12    |
| 24    | 0 a 4   | 4     |

## Economia

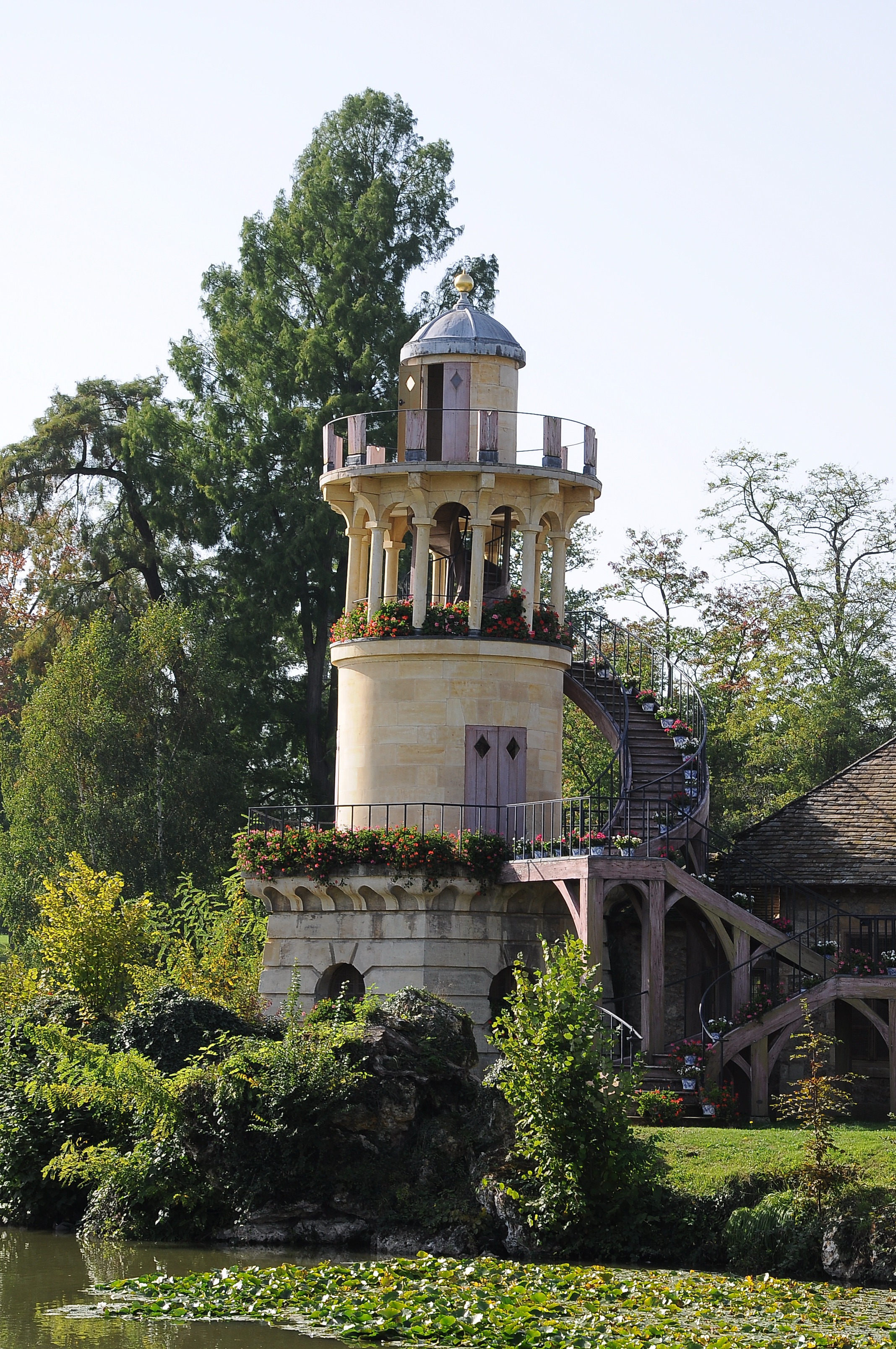

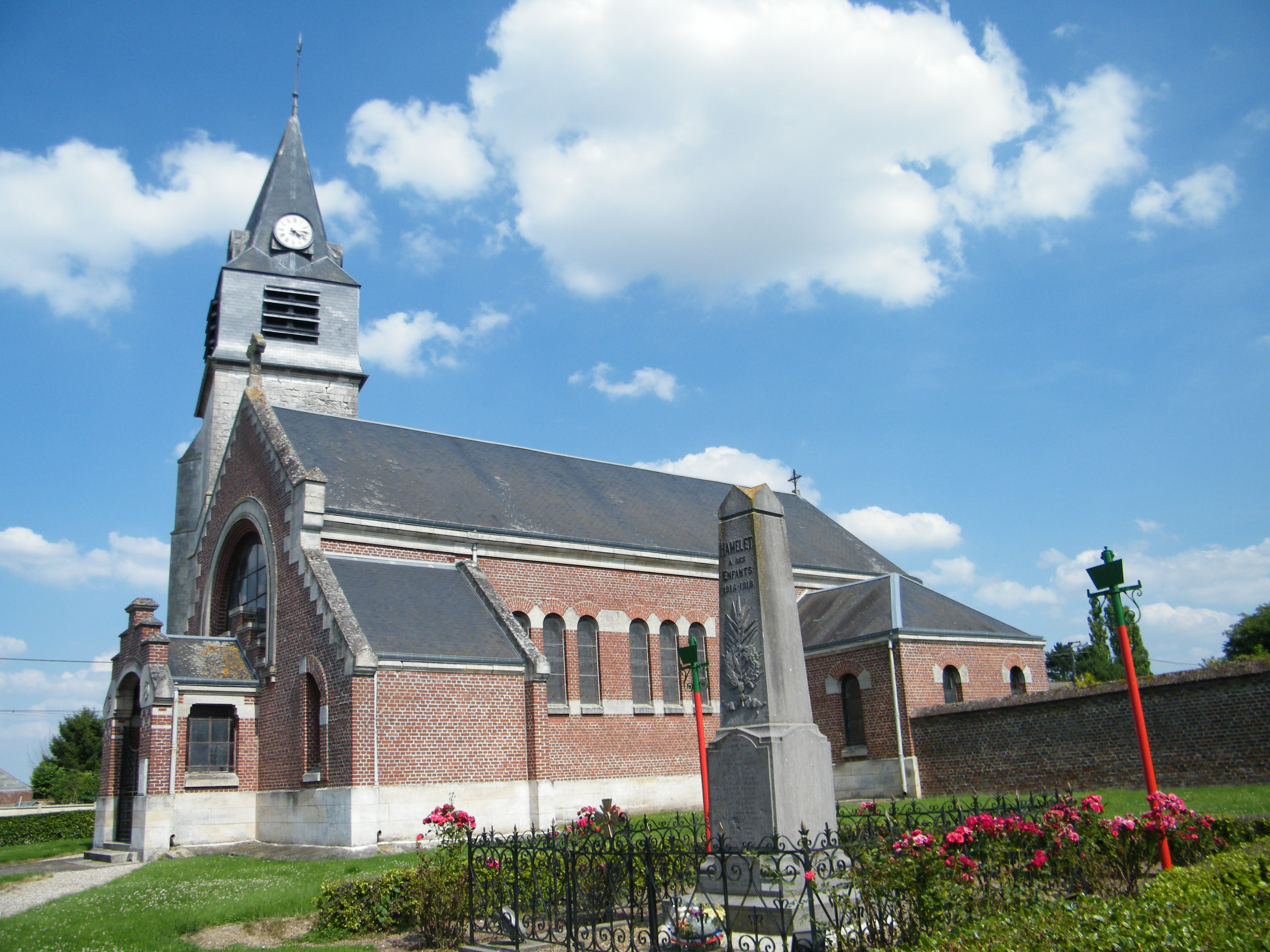

El 2007 la població en edat de treballar era de 310 persones, 228 eren actives i 82 eren inactives. De les 228 persones actives 217 estaven ocupades (106 homes i 111 dones) i 12 estaven aturades (3 homes i 9 dones). De les 82 persones inactives 30 estaven jubilades, 35 estaven estudiant i 17 estaven classificades com a «altres inactius».

### Ingressos
El 2009 a Hamelet hi havia 178 unitats fiscals que integraven 475 persones, la mediana anual d'ingressos fiscals per persona era de 19.160 €.

### Activitats econòmiques

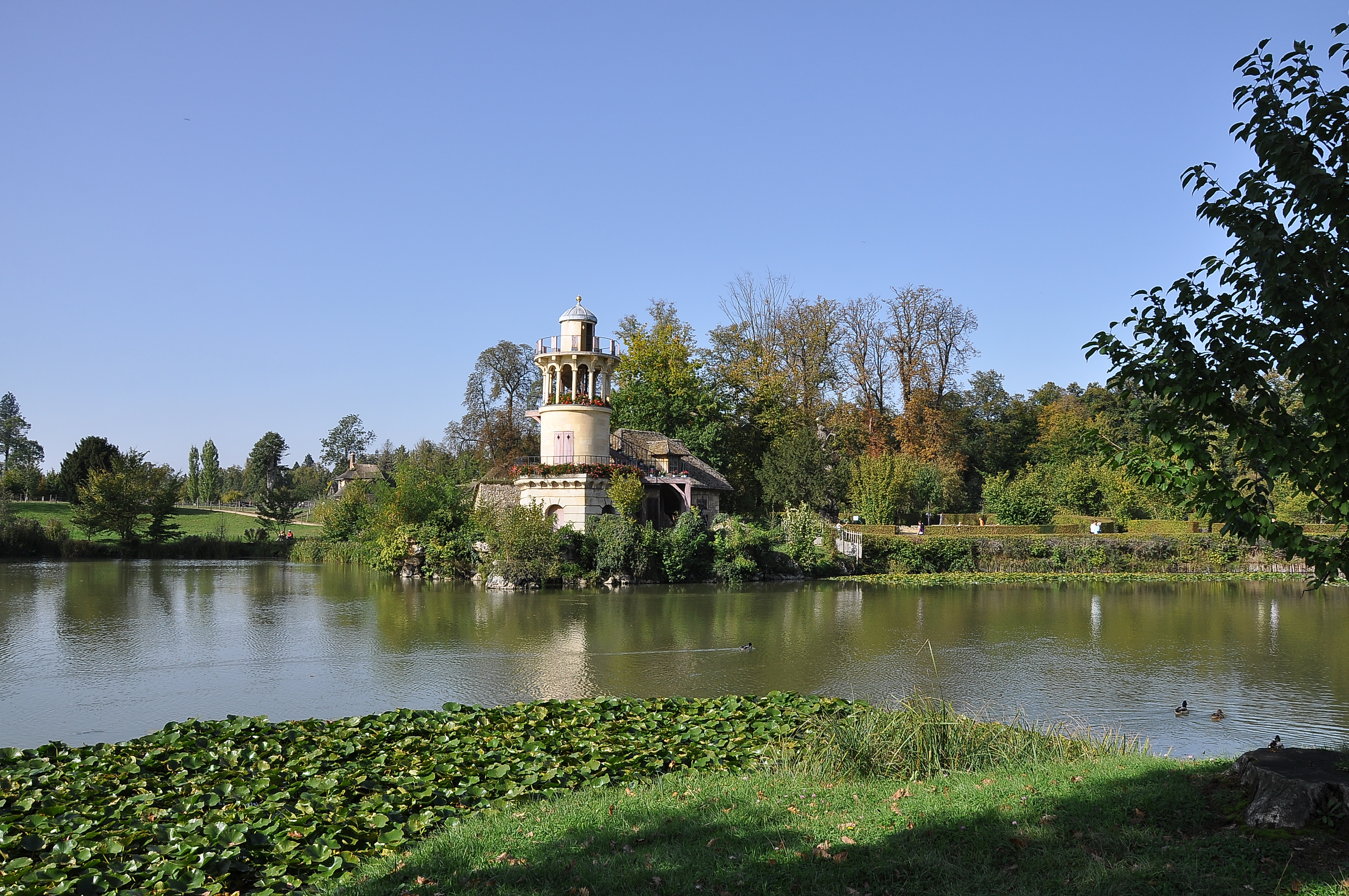

Dels 3 establiments que hi havia el 2007, 2 eren d'empreses de construcció i 1 d'una empresa de serveis.
Dels 2 establiments de servei als particulars que hi havia el 2009, 1 era una lampisteria i 1 electricista.
L'any 2000 a Hamelet hi havia 6 explotacions agrícoles.

## Equipaments sanitaris i escolars
El 2009 hi havia una escola elemental integrada dins d'un grup escolar amb les comunes properes formant una escola dispersa.

## Poblacions properes

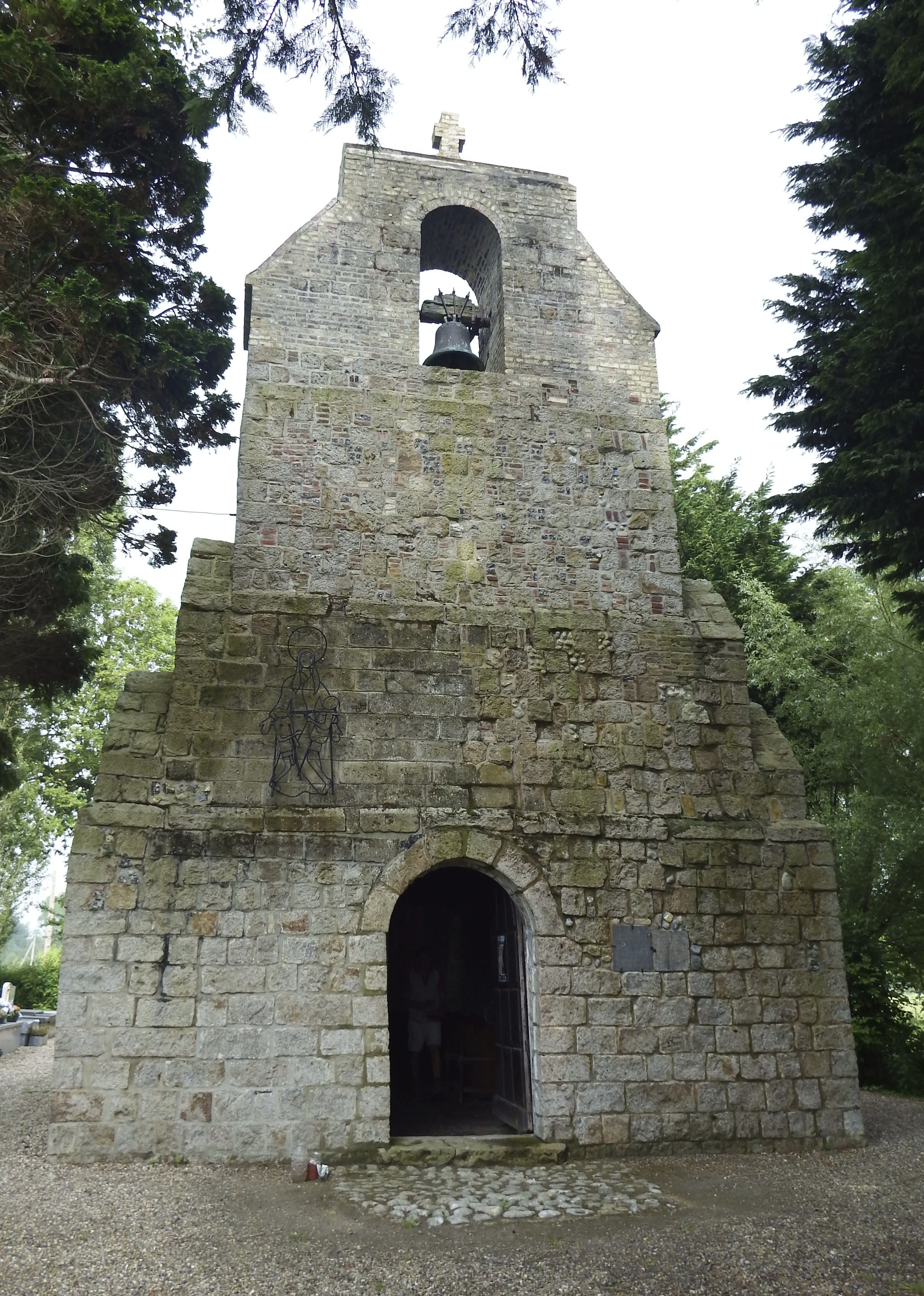
capella

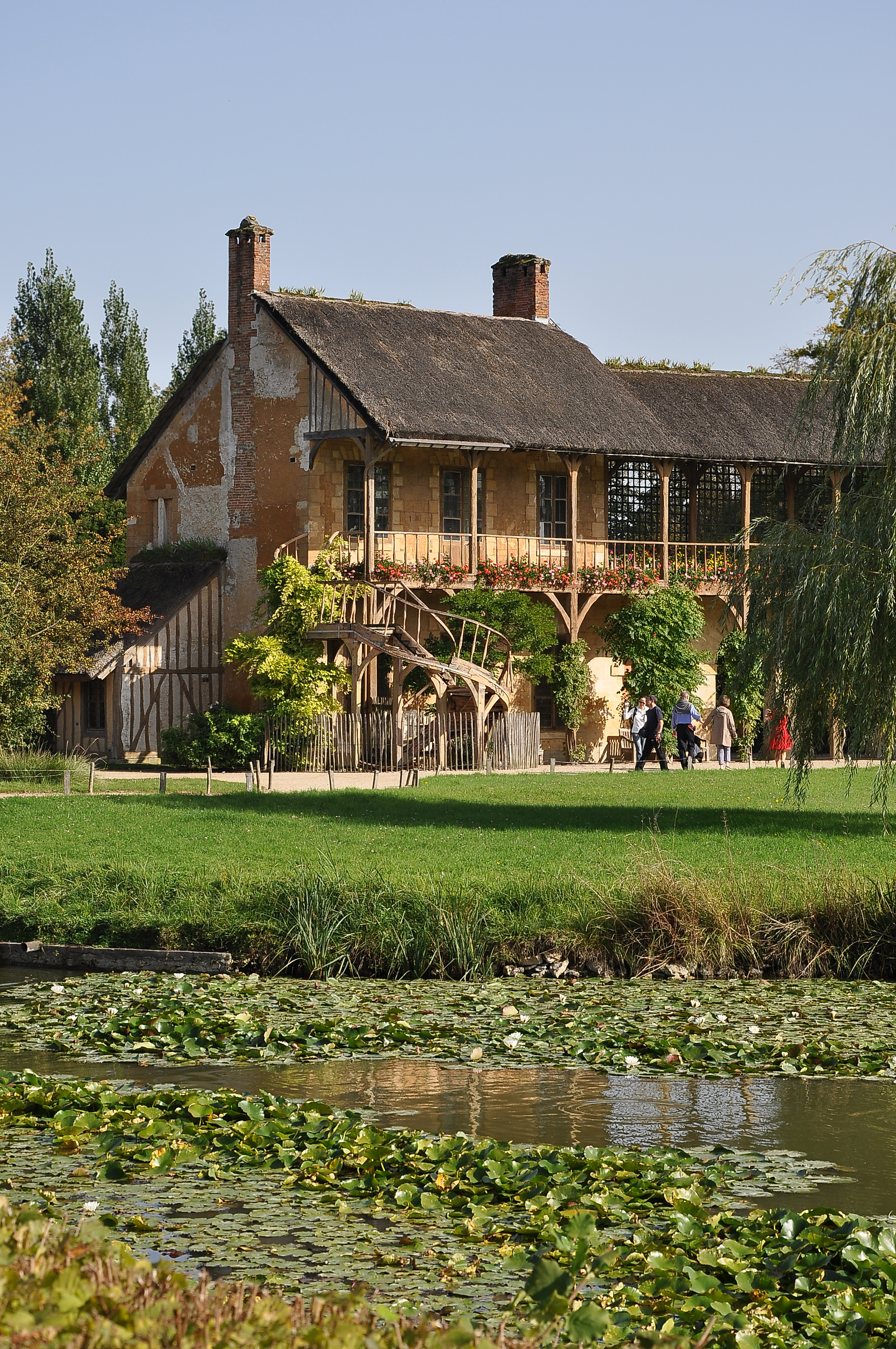

El següent diagrama mostra les poblacions més properes.

## Referències

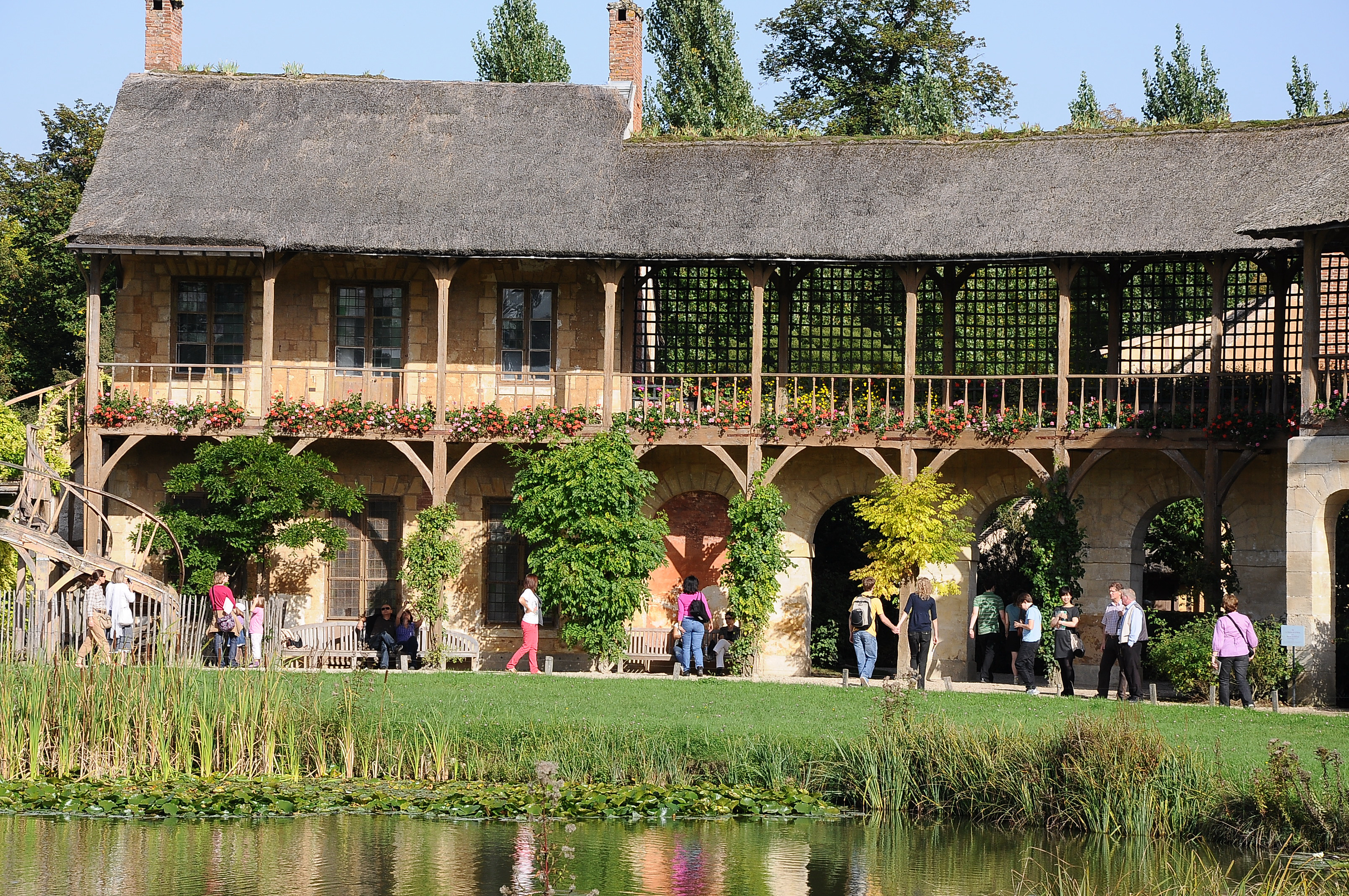